# Geografia Kuby

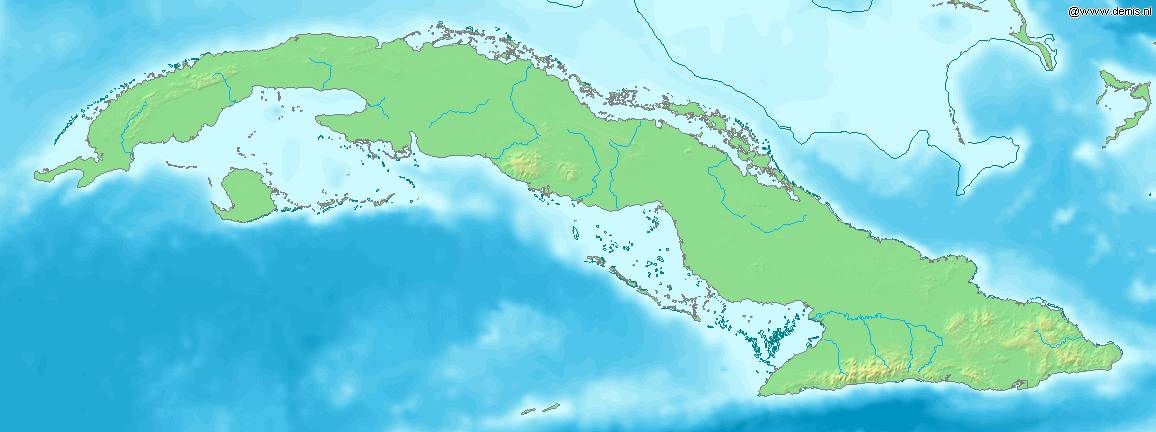
Mapa fizyczna Kuby

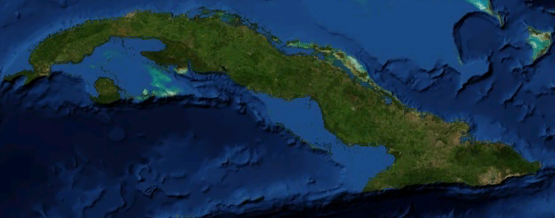
Mapa satelitarna Kuby

Kuba jest wyspiarskim państwem leżącym w archipelagu Wielkich Antyli, na wyspie Kuba i około 1600 małych przybrzeżnych wyspach, między Morzem Karaibskim, a Zatoką Meksykańską. Na południowo-wschodnim wybrzeżu Kuby, w zatoce Guantánamo, znajduje się morska baza wojenna Stanów Zjednoczonych. Kuba cechuje się urozmaiconym krajobrazem i gorącym klimatem. Wyspa została odkryta przez Krzysztofa Kolumba w 1492 roku.

## Powierzchnia, skrajne punkty i granice
Powierzchnia – 110 861 km², co odpowiada 1/3 powierzchni Polski. Długość linii brzegowej – 3735 km.
Skrajne punkty:
- północny 23°13′N,
- południowy 19°48′N,
- zachodni 84°57′W,
- wschodni 74°07′W.

Kuba ciągnie się równoleżnikowo na długości 1100 km i jest szeroka na około 110 km.
Kuba jest państwem wyspiarskim, jednak poprzez wody terytorialne od północy graniczy ze Stanami Zjednoczonymi i Bahamami, a od wschodu z Haiti.

## Ukształtowanie poziome
Kuba jest największą wyspą leżącą na Karaibach i cechuje się urozmaiconą linią brzegową. Występuje sieć zatok i półwyspów, oraz setki niewielkich wysp przybrzeżnych, które tworzą niewielkie archipelagi. Największymi zatokami Kuby są: Batabanó, Ana María i słynna Zatoka Świń. Poza tymi zatokami wybrzeże Kuby urozmaicają liczne mniejsze zatoki, w tym niewielkie zatoki leżące w ujściach rzek. Liczne są także półwyspy, gdzie największe to: Zapata, Guanahacabibes i Hicacos. Jak wyżej wspomniano, Kubę otaczają setki niewielkich wysp (około 1600), te małe archipelagi tworzą piaszczysto-skaliste wysepki, otoczone rafami koralowymi. Do tych archipelagów należą: Jardines de la Reina, Los Canarreos, Los Colorados, Sabana-Camagüey. Największą wyspą należącą do Kuby jest Isla de la Juventud (Isla de Pinos), ta nizinna wyspa leży w archipelagu Los Canarreos na południe od wyspy Kuba. Wybrzeże jest na ogół niskie, w większości plażowe, rafowe, a miejscami występują fragmenty namorzynowe, zabagnione, szczególnie w obrębie ujść rzecznych, ale i też w innych miejscach, głównie na północnym wybrzeżu.

## Budowa geologiczna
Budowa geologiczna wyspy jest urozmaicona. W podłożu leżącej na południowym skraju płyty północnoamerykańskiej występują rozmaite skały różnego wieku. Podłoże wyspy wypełniają sekwencje skał osadowych pochodzących z mezozoiku i kenozoiku, skały wulkaniczne z mezozoiku, kredy i trzeciorzędowe skały magmowe. Poza nimi w skład podłoża kubańskiego wchodzą skały metamorficzne pochodzące z mezozoiku. Wybrzeża Kuby oraz doliny rzeczne wypełniają osady pochodzące z czwartorzędu. Kuba jest częścią fałdowej struktury Wielkich Antyli. Obszary górskie kraju wypiętrzyły się w procesach górotwórczych jakie miały w miejsce w orogenezie alpejskiej. Wzdłuż wyspy, wypełniając jej części wewnętrzne ciągnie się pas skał ofiolitowych, które pochodzą ze skorupy oceanicznej. W południowo-wschodniej części kraju znajduje się strefa uskokowa Cauto, która ogranicza od północy struktury łańcucha górskiego Sierra Maestra. Kubę otaczają głębiny morskie sięgające 7000 m.

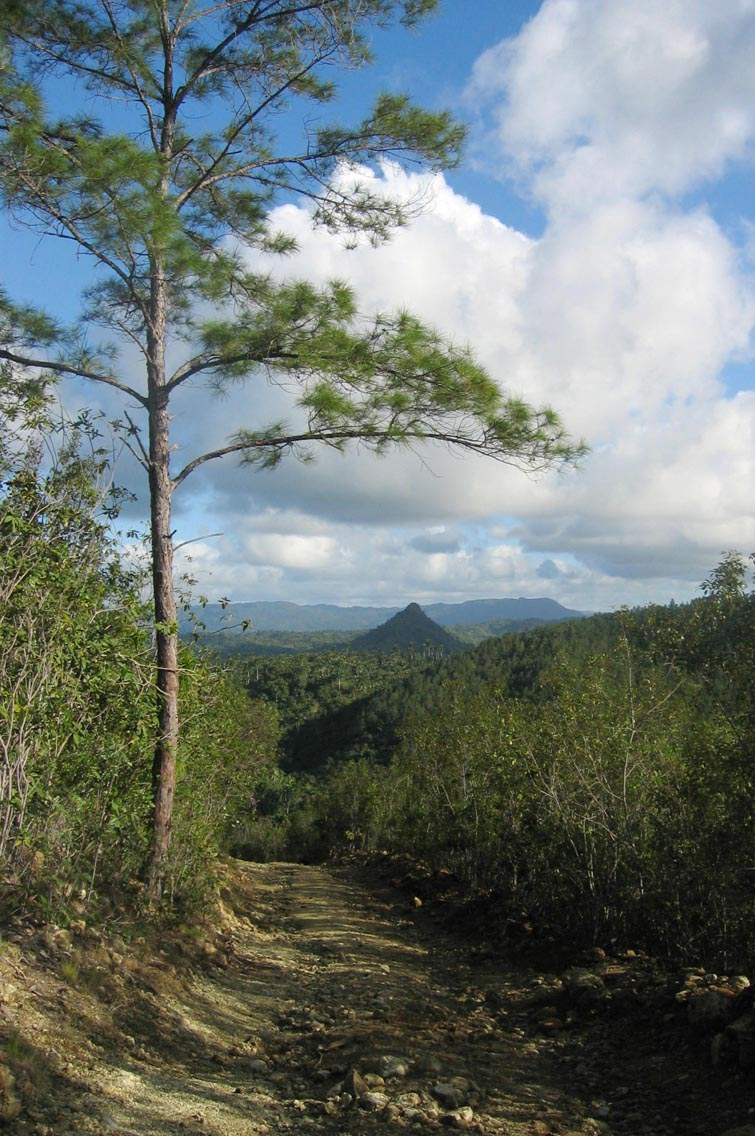
Górzysty krajobraz Kuby

## Rzeźba
Kuba cechuje się dość urozmaiconym krajobrazem, większa część kraju jest nizinna. Największe skupiska gór znajdują się we wschodniej części kraju i tam wznoszą się najwyższe szczyty Kuby. We wschodniej części kraju leżą góry Sierra Maestra, gdzie równolegle do wybrzeża ciągną się najwyższe wzniesienia Kuby. Tam wznosi się najwyższy szczyt kraju – Pico Turquino wysoki na 1974 m n.p.m.
Większość kubańskich gór to góry niskie. Najniższy łańcuch górski – Kordyliera Guaniguanico składa się z dwóch pasm: Sierra de los Órganos i Sierra del Rosario. W Sierra del Rosario wznosi się Pan de Guajaibón o wysokości 772 m n.p.m. Sierra de los Organos słyną z mogotów – wapiennych gór o stromych ścianach. W centralnej części kraju wznosi się masyw górski Escambray, który opada stromo ku Morzu Karaibskiemu. Najwyższy szczyt – Pico San Juan wznosi się 1156 m n.p.m. Na północ od tego masywu leży pas wzgórz Santa Clara, które wznoszą do 330 m n.p.m.
Istotny element krajobrazu stanowią niziny, udział nizin na Kubie to 70% powierzchni. Największymi nizinami są: Vueltabajo, Llanuras Rojos de Matanzas, Valle de Zaza i Valle Cauto. Ciénaga de Zapata to nisko położony obszar, tuż nad poziomem morza, gdzie w krajobrazie dominują tereny bagienne.

## Klimat
Większość powierzchni kraju znajduje się w strefie klimatu podrównikowego wilgotnego, gdzie występuje jedna pora deszczowa. Zachodnie krańce kraju objęte są działaniem zwrotnikowego klimatu, gdzie wyraźnie zaznacza się pora sucha. Klimat Kuby jest gorący i wilgotny, łagodzony przez północno-wschodni pasat.
Temperatury są wysokie, ale występują widoczne amplitudy w ciągu roku. W okresie zimowym średnie wartości wynoszą 22 °C, a latem 27 °C. W górach na wschodzie występuje piętrowość klimatyczna, ale ze względu na niski charakter gór, różnice między obszarami nizinnymi a górskimi są niewielkie.
Opady odzwierciedlają typ klimatu Kuby. Średnie wartości opadowe wynoszą od 600 do 1200 mm deszczu na nizinnych terenach. Jedynie w górach wartości opadowe są wyższe i wynoszą od 2000 do 2200 mm. Pora deszczowa na większości terenów kraju trwa od maja do listopada. Na zachodnich krańcach wyspy, pora sucha jest wyraźnie zaznaczona, większy jest wpływ suchych mas powietrza. Kuba leży na trasie cyklonów tropikalnych, które występują późnym latem i jesienią.

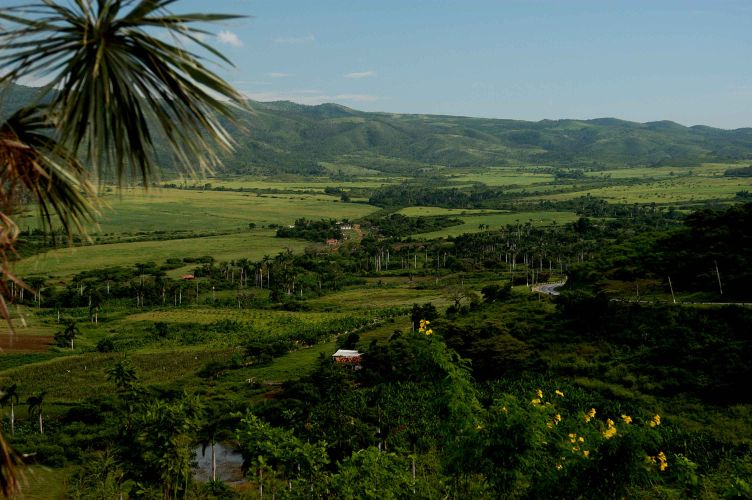
Nizinna część kraju, w tle tereny górzyste

## Wody
Sieć rzeczna Kuby jest dobrze rozwinięta, najwięcej rzek znajduje się we wschodniej części kraju. Większość rzek, szczególnie w porze suchej i na terenach nizinnych, nie jest zasobna w wodę. Wiąże się to nie tylko z porą suchą, ale i wyrębem lasów, a także działalnością rolniczą.
Najdłuższą rzeką Kuby jest Rio Cauto o długości 340 km. Rzeka ta uchodzi do Morza Karaibskiego i tylko 80 km dolnego biegu jest żeglowne. Inne większe rzeki to: Sagua la Grande (163 km), Zaza (155 km), Caonao (133 km) i San Pedro (124 km). Rzeki Kuby cechują się zmiennością wodostanu, a częstym zjawiskiem są wgłębne przepływy wykorzystujące podziemne formy skalne jakim na Kubie jest kras. Na Kubie występuje niewielka liczba małych jezior, a zbiorniki leżące w pobliżu wybrzeża są słone. Największe jeziora to Leche i Ariguanabo.

## Gleby
Kubańskie gleby należą do karaibskiej krainy glebowej. Znaczna część kraju pokryta jest czerwonymi glebami feralitowymi, które cechuje się wysokim poziomem żyzności. Miejscami występują ferrytowe gleby sawannowe, które są bogate w tlenki żelaza. Doliny rzeczne wypełniają ciemne gleby aluwialne.

## Flora
Świat roślinny jest bogaty gatunkowo, ale pod względem zachowania ubogi. Wiele obszarów, szczególnie tych, gdzie rosły lasy tropikalne, zajęły pola uprawne i plantacje. Wiele gatunków roślin na Kubie to endemity, a obszary leśne zajmują niecałą 1/4 powierzchni kraju. Główną formację roślinną na Kubie stanowi sawanna i zarośla kserofityczne. Tereny sawann porastają kaktusowate, palmy i różne gatunki drzew zrzucających liście w porze suchej. Lasy ograniczają się do kilku obszarów Kuby. Pierwotne lub zbliżone do pierwotnych lasów tropikalnych formacje występują na terenach górskich, szczególne we wschodniej części kraju. W lasach większy udział mają widne lasy z udziałem sosny karaibskiej i sosny tropikalnej, które skupiają się w zachodniej części kraju. Na wybrzeżu, szczególnie na północy rosną lasy i zarośla namorzynowe, a także odcinki namorzynów występują na południowym wybrzeżu.

## Fauna
Świat zwierząt podobnie jak roślinność jest rozwinięty gatunkowo, ale mniej liczebnie. Na Kubie występuje blisko 7 tys. gatunków owadów i 4 tys. gatunków mięczaków. Na Kubie żyje wiele gatunków jadowitych, niebezpiecznych dla człowieka jak włochate pająki, czarne wdowy i skolopendry. Dużych ssaków na Kubie nie ma, powszechne są różne gatunki gryzoni. Na obszarach bagiennych przedstawicielami drapieżników są krokodyle. Na sawannach żyją legwany. Bogaty jest świat ptaków, zarówno tych lądowych, jak i morskich, gdzie łącznie jest 300 gatunków.
Na Kubie utworzono 65 obszarów ochrony przyrody (1997), wśród nich są 2 parki narodowe wpisane na Listę Światowego Dziedzictwa Kultury i Przyrody UNESCO.